# فرودگاه سوتلند فیلد
فرودگاه سوتلند فیلد (به انگلیسی: Southland Field) (به زبان بومی: West Calcasieu Airport) یک فرودگاه همگانی بهره‌برداری هوایی است که یک باند فرود آسفالت دارد و طول باند آن ۱۵۲۴ متر است. این فرودگاه در کشور ایالات متحده آمریکا قرار دارد و در ارتفاع ۳ متری از سطح دریا واقع شده است.